# Núi khối tảng

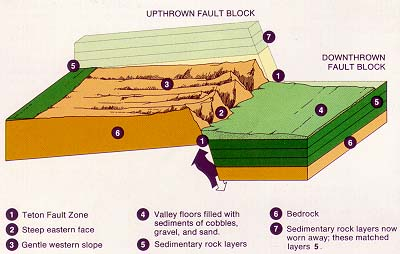
Sự hình thành núi khối tảng ở Teton Range

Núi khối tảng là một dạng địa hình được hình thành khi mà vỏ lục địa bị chi cắt trên diện rộng bởi những đứt gãy có sự dịch chuyển lớn theo phương thẳng đứng.
Chuyển động thẳng đứng tạo ra các khối, đôi khi làm cho chúng nghiêng, có vách dốc đứng. Các núi nào được tạo thành khi vỏ Trái Đất chịu tác động của ứng suất căng giãn. Các núi khối tảng thường đi cùng với hoạt động tạo rift.
Các khối được nâng lên đôi khi còn gọi là địa lũy. Dạng địa hình này có thể gặp ở Đông Pha, Vosges, vùng Basin and Range ở tây Bắc Mỹ, trung nam New England, và thung lũng Rhine. Đây là các khu vực tồn tại ứng ứng căng giãn và vỏ Trái Đất mỏng.

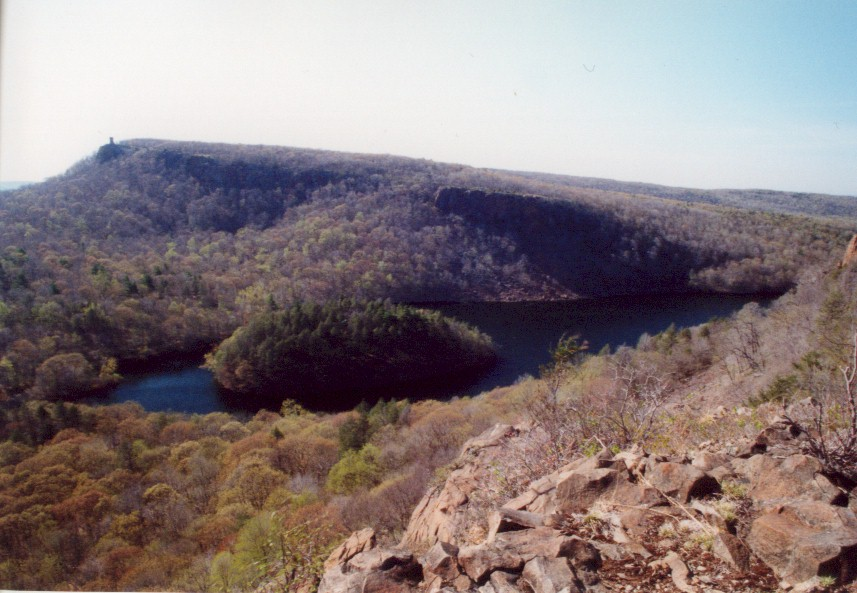
Hanging Hills, Connecticut (dãy Metacomet Ridge); phần nhô lên (địa lũy) nhìn từ phải sang trái.

Có hai loại núi khối tảng là dạng nâng và nghiêng. Các núi dạng nghiêng có một sướn tương đối thoải và một sườn dốc rõ ràng. Dạng nâng có hai phía đều dốc với sườn thẳng.